# Blecktjärnen (Kalls socken, Jämtland, 705407-136910)
Blecktjärnen är en sjö i Åre kommun i Jämtland och ingår i Indalsälvens huvudavrinningsområde.